# Mittelmeerküche
Der Begriff Mittelmeerküche oder mediterrane Küche wird in Kochbüchern und umgangssprachlich häufig als Oberbegriff für die verschiedenen Landesküchen der Mittelmeerregion verwendet. Diese Küchen weisen zwar einige Gemeinsamkeiten auf wie die häufige Verwendung von Olivenöl, mediterranen Kräutern und Knoblauch, unterscheiden sich teilweise jedoch erheblich. Deshalb gibt es genau genommen auch keine Mittelmeerküche.
Die Mittelmeerküche Zyperns, Kroatiens, Spaniens, Griechenlands, Italiens, Marokkos und Portugals ist Teil des immateriellen Kulturerbes der Menschheit. In Übereinstimmung mit der Gastronomie fasst die UNESCO die gesamte Bandbreite von Lebensstil, Kommensalität, Tradition und Rituale zusammen.

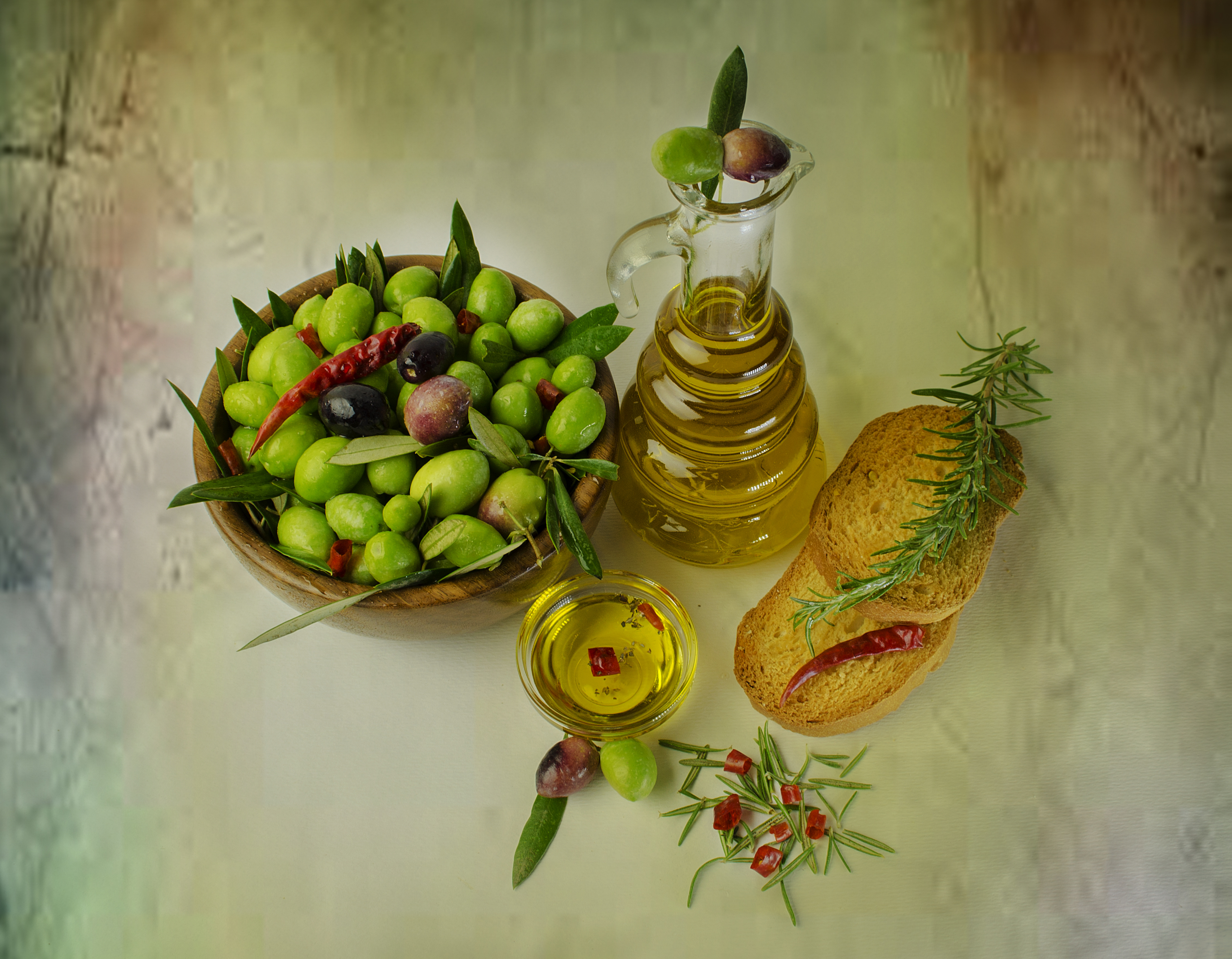
Olivenöl in einer Karaffe mit Brot, Chilis, Oliven, und Rosmarin

Als Grundelemente der Landesküchen der Mittelmeerregion gelten:
- Olivenöl und Oliven
- frisches Gemüse wie Tomaten, Auberginen, Paprika, Zucchini
- Knoblauch, Lauch und Zwiebel
- Fisch und Meeresfrüchte
- Kräuter und Gewürze wie Thymian, Rosmarin, Koriander, Salbei, Fenchel, Kümmel, Anis, Oregano und Basilikum
- helles Brot, Nudeln und Reis
- in einigen Ländern regelmäßiger Rotweingenuss zum Essen

## Küchen des Mittelmeerraums
- die ägyptische Küche
- die albanische Küche
- die arabische Küche
- die südfranzösische Küche
- die griechische Küche
- die israelische Küche
- die italienische Küche
- die kroatische Küche
- die libanesische Küche
- die libysche Küche
- die maltesische Küche
- die marokkanische Küche
- die monegassische Küche
- die nordafrikanische Küche
- die portugiesische Küche (obwohl Portugal keinen Zugang zum Mittelmeer hat)
- die slowenische Küche
- die spanische Küche
- die syrische Küche
- die tunesische Küche
- die türkische Küche
- die zyprische Küche